# HD 29587
HD 29587是一颗质量、大小与太阳相似的恒星，可能具有一颗褐矮星伴星。HD 29587位于北英仙座，视星等为7.29，不能通过裸眼观测到。根据其每年36.3 mas的恒星视差，可以推测出HD 29587距离太阳系约89.8光年。以太阳为参照系，HD 29587正以+113千米/秒的径向速度远离地球。大约148,000年前，HD 29587距离太阳系的距离曾一度近到大约55.8光年。HD 29587属于高速星族。以本地静止标准，HD 29587拥有170千米/秒的相对速度。
HD 29587的恒星光谱属于G2 V，可划入G型主序星中。她的质量是太阳的78%，恒星光度大约是太阳的80%，表面有效温度是5,709K。
已发现HD 29587的径向速度会发生变化，因而推测可能有一个环绕HD 29587的天体，半长轴（a）与轨道倾角（i）正弦值的乘积（a sin i）是0.0957 ± 0.0108 AU（14.31 ± 1.62 G米）。这一天体HD 29587b质量大约是木星的41.0-97.8倍，因此可能是一颗褐矮星。
| 成員 (依恆星距離) | 质量          | 半長軸 (AU)    | 轨道周期 (天) | 離心率      | 傾角 | 半径 |
| ----------------- | ------------- | -------------- | ------------- | ----------- | ---- | ---- |
| HD 29587 b        | ≥0.78±0.03 MJ | ≥0.0957±0.0108 | 1,474.9±10.2  | 0.356±0.095 | —    | —    |